# Etiopien i olympiska sommarspelen 2004
Etiopien i olympiska sommarspelen 2004 bestod av 26 idrottare som blivit uttagna av Etiopiens olympiska kommitté.

## Boxning
| Idrottare          | Gren          | Sextondelsfinaler      | Åttondelsfinaler     | Kvartsfinaler        | Semifinaler          | Final                | Final            |
| Idrottare          | Gren          | Motståndare Resultat   | Motståndare Resultat | Motståndare Resultat | Motståndare Resultat | Motståndare Resultat | Placering        |
| ------------------ | ------------- | ---------------------- | -------------------- | -------------------- | -------------------- | -------------------- | ---------------- |
| Endalkachew Kebede | Lätt flugvikt | Igarashi (JPN) W 26-21 | Zou (CHN) L 8-31     | Gick inte vidare     | Gick inte vidare     | Gick inte vidare     | Gick inte vidare |
| Abel Aferalign     | Bantamvikt    | Dalakliev (BUL) L RSC  | Gick inte vidare     | Gick inte vidare     | Gick inte vidare     | Gick inte vidare     | Gick inte vidare |

## Friidrott
Herrar
Bana, maraton och gång
| Idrottare                 | Gren               | Heat     | Heat      | Kvartsfinal | Kvartsfinal | Semifinal | Semifinal | Final            | Final            |
| Idrottare                 | Gren               | Resultat | Placering | Resultat    | Placering   | Resultat  | Placering | Resultat         | Placering        |
| ------------------------- | ------------------ | -------- | --------- | ----------- | ----------- | --------- | --------- | ---------------- | ---------------- |
| Berhanu Alemu             | 800 meter          | 1:46.26  | 2 Q       | i.u.        | i.u.        | 1:47.40   | 6         | Gick inte vidare | Gick inte vidare |
| Mulugeta Wendimu          | 1 500 meter        | 3:39.96  | 5 Q       | i.u.        | i.u.        | 3:41.14   | 4 Q       | 3:38.33          | 10               |
| Kenenisa Bekele           | 5 000 meter        | 13:21.16 | 1 Q       | i.u.        | i.u.        | i.u.      | i.u.      | 13:14.59         | 2                |
| Dejene Berhanu            | 5 000 meter        | 13:19.42 | 3 Q       | i.u.        | i.u.        | i.u.      | i.u.      | 13:16.92         | 5                |
| Gebregziabher Gebremariam | 5 000 meter        | 13:21.20 | 2 Q       | i.u.        | i.u.        | i.u.      | i.u.      | 13:15.35         | 4                |
| Kenenisa Bekele           | 10 000 meter       | i.u.     | i.u.      | i.u.        | i.u.        | i.u.      | i.u.      | 27:05.10 OR      | 1                |
| Haile Gebrselassie        | 10 000 meter       | i.u.     | i.u.      | i.u.        | i.u.        | i.u.      | i.u.      | 27:27.70         | 5                |
| Sileshi Sihine            | 10 000 meter       | i.u.     | i.u.      | i.u.        | i.u.        | i.u.      | i.u.      | 27:09.39         | 2                |
| Tewodros Shiferaw         | 3 000 meter hinder | 8:33.15  | 10        | i.u.        | i.u.        | i.u.      | i.u.      | Gick inte vidare | Gick inte vidare |
| Luleseged Wale            | 3 000 meter hinder | 8:50.73  | 12        | i.u.        | i.u.        | i.u.      | i.u.      | Gick inte vidare | Gick inte vidare |
| Hailu Negussie            | Maraton            | i.u.     | i.u.      | i.u.        | i.u.        | i.u.      | i.u.      | DNF              | x                |
| Ambesse Tolosa            | Maraton            | i.u.     | i.u.      | i.u.        | i.u.        | i.u.      | i.u.      | 2:15:39          | 15               |
| Tereje Wodajo             | Maraton            | i.u.     | i.u.      | i.u.        | i.u.        | i.u.      | i.u.      | 2:21:53          | 46               |

Damer
Bana, maraton och gång
| Idrottare        | Gren                  | Heat     | Heat      | Kvartsfinal | Kvartsfinal | Semifinal        | Semifinal        | Final            | Final            |
| Idrottare        | Gren                  | Resultat | Placering | Resultat    | Placering   | Resultat         | Placering        | Resultat         | Placering        |
| ---------------- | --------------------- | -------- | --------- | ----------- | ----------- | ---------------- | ---------------- | ---------------- | ---------------- |
| Kutre Dulecha    | Damernas 1 500 meter  | 4:06.95  | 5 Q       | i.u.        | i.u.        | 4:07.63          | 8                | Gick inte vidare | Gick inte vidare |
| Meskerem Legesse | Damernas 1 500 meter  | 4:18.03  | 12        | i.u.        | i.u.        | Gick inte vidare | Gick inte vidare | Gick inte vidare | Gick inte vidare |
| Mestawat Tadesse | Damernas 1 500 meter  | 4:11.78  | 12        | i.u.        | i.u.        | Gick inte vidare | Gick inte vidare | Gick inte vidare | Gick inte vidare |
| Meseret Defar    | Damernas 5 000 meter  | 14:52.39 | 1 Q       | i.u.        | i.u.        | i.u.             | i.u.             | 14:45.65         | 1                |
| Tirunesh Dibaba  | Damernas 5 000 meter  | 15:00.66 | 1 Q       | i.u.        | i.u.        | i.u.             | i.u.             | 14:51.83         | 3                |
| Sentayehu Ejigu  | Damernas 5 000 meter  | 15:01.31 | 2 Q       | i.u.        | i.u.        | i.u.             | i.u.             | 15:09.55         | 10               |
| Ejegayehu Dibaba | Damernas 10 000 meter | i.u.     | i.u.      | i.u.        | i.u.        | i.u.             | i.u.             | 30:24.98         | 2                |
| Werknesh Kidane  | Damernas 10 000 meter | i.u.     | i.u.      | i.u.        | i.u.        | i.u.             | i.u.             | 30:28.30         | 4                |
| Derartu Tulu     | Damernas 10 000 meter | i.u.     | i.u.      | i.u.        | i.u.        | i.u.             | i.u.             | 30:26.42         | 3                |
| Elfenesh Alemu   | Damernas maraton      | i.u.     | i.u.      | i.u.        | i.u.        | i.u.             | i.u.             | 2:28:15          | 4                |
| Asha Gigi        | Damernas maraton      | i.u.     | i.u.      | i.u.        | i.u.        | i.u.             | i.u.             | DNF              | x                |
| Workenesh Tola   | Damernas maraton      | i.u.     | i.u.      | i.u.        | i.u.        | i.u.             | i.u.             | DNF              | x                |